# Laetitia Carton
Pour les articles homonymes, voir Carton.
Laetitia Carton est une réalisatrice documentariste française, née le 11 mars 1974 à Vichy. Elle réside à Faux-la-Montagne (Creuse).

## Biographie

### Jeunesse et formation
Née en 1974 à Vichy, Laetitia Carton suit l'enseignement de l'école supérieure des beaux-arts de Clermont-Ferrand puis se consacre au cinéma. Après une rencontre avec Jean-Pierre Rehm et la découverte du documentaire de création lors d'une formation à l’école d'art de Lyon, elle décide en effet de suivre un Master de réalisation documentaire à l'école d'Ardèche Images, à Lussas (dépendant de l'Université de Grenoble).

### Carrière
Son second court-métrage documentaire, D’un chagrin j’ai fait un repos, est projeté en 2005 au festival Traces de vies, où Laetitia Carton remporte le Prix des Formations audiovisuelles. Ce film obtient aussi un prix à Cuba.
Elle réalise pour la chaîne France 3, en 2009, son premier film : La Pieuvre. Il porte sur une maladie génétique neurodégénérative, la maladie de Huntington, qui décime sa famille.
Son premier long-métrage pour le cinéma, Edmond, un portrait de Baudoin, consacré à l'auteur de bande dessinée et illustrateur Edmond Baudoin, sort en septembre 2015. Son troisième film, intitulé J'avancerai vers toi avec les yeux d'un sourd, évoque les sourds et la langue des signes. Réalisé en hommage à feu son ami sourd, avec qui elle avait commencé à apprendre la langue des signes, il est sorti en janvier 2016.
En 2018, elle sort son quatrième long-métrage documentaire, Le Grand Bal.
En 2022, elle lance un podcast, Hyper Rural, consacré aux habitants du plateau de Millevaches où elle réside.

## Filmographie

### Réalisatrice

#### Longs métrages
- 2009 : La Pieuvre (documentaire)
- 2014 : Edmond, un portrait de Baudoin (documentaire)
- 2015 : J'avancerai vers toi avec les yeux d'un sourd (documentaire)
- 2018 : Le Grand Bal (documentaire)

#### Courts métrages
- 2004 : Grands-mères (documentaire)
- 2005 : D'un chagrin, j'ai fait un repos (documentaire)
- 2005 : La présence directive leur est destiné
- 2012 : # 94 / 100 jours (documentaire)
- 2015 : La Visite (documentaire)
- 2020 : Lettre à Vichy[5] (moyen métrage documentaire sur le rapport de la ville de Vichy à sa propre histoire)

### Autres
- 2008 : Notes pour un film au Snark (court-métrage documentaire) de François-Xavier Drouet - montage et son
- 2008 : Memorandum (documentaire) de Pierre Hanau - recherches documentaires

## Distinctions

### Récompenses
- Festival Traces de vies 2005 : Prix des Formations audiovisuelles pour D’un chagrin, j’ai fait un repos
- Festival À nous de voir 2010 : Prix du jury et prix du public pour La Pieuvre
- Festival Traces de vies 2014 : Grand prix pour Edmond, un portrait de Baudoin
- Coup de Cœur Musiques du Monde 2019 de l'Académie Charles-Cros pour Le Grand Bal, décerné le mercredi 20 mars 2019 à Portes-lès-Valence, dans le cadre du Festival « Aah ! Les Déferlantes ! »[6].

### Nominations et sélections
- Festival international des programmes audiovisuels de Biarritz 2010 : sélection « Documentaires de création et essais » pour La Pieuvre
- Festival Traces de vies 2010 : sélection pour La Pieuvre
- Rencontres Internationales Sciences et Cinéma 2011 : sélection pour La Pieuvre
- César 2019 : sélection dans la catégorie « Meilleur film documentaire » pour Le Grand Bal